# Anisophyllea quangensis
Espèce
Synonymes
- Anisophyllea fruticulosa Engl. & Gilg[1]
- Anisophyllea pochetii P.A.Duvign. & Dewit[1]

Anisophyllea quangensis Engl. ex Henriq. est une espèce de plantes de la famille des Anisophylleaceae et du genre Anisophyllea, très répandue en Afrique centrale.

## Description
C'est un arbuste de 20 à 60 cm de hauteur.

## Distribution
L'espèce a été observée sur plusieurs sites en République démocratique du Congo, également au sud-ouest du Cameroun, mais elle y est encore mal connue. 